# Osmo Hormia
Osmo Eliel Hormia, född 9 januari 1926 i Jyväskylä, död 17 januari 1983 i Stockholm, var en sverigefinländsk lingvist, litteraturvetare och aktivist.

## Biografi
Hormia, som var son till prosten Yrjö Hormia och Aili Salo, avlade studentexamen i Nystad 1944, blev filosofie kandidat vid Helsingfors universitet 1949, filosofie licentiat 1960 och filosofie doktor där 1962. Han var forskningsassistent vid Finlands Akademi 1950–1957, lektor vid Århus universitet 1957, vid Stockholms högskola/universitet 1958–1962, blev docent 1962 och var professor i finska språket och kulturen vid Stockholms universitet från 1965 (tillförordnad 1964). Han var en känd företrädare för modern diktning, litteraturkritiker och litteraturvetare i Finland.

## Lärobok i finska
Osmo Hormia Utgav 1967 Lärobok i finska, som under lång tid var det huvudsakliga läromedlet för akademisk nybörjarundervisning. Till exempel användes boken ännu tre decennier efter utgivningen vid Finsk-ugriska institutionen vid Lunds universitet. Läroboken har ett diakroniskt perspektiv och förklarar i stort sett varje morfologisk detalj med hänvisning till finskans och fornfinskans (till stor del rekonstruerade) form‐ och ljudhistoria. Detta historiska perspektiv medför att inga detaljer i finskans formlära för studenten framstår som komplicerade särfall, utan som transparenta sammanfogningar av ordstam och böjningsmorfem i ett renodlat agglutinerande språk. Till exempel framgår av Osmo Hormias förklaringar att skenbara olikheter i ordstammen mellan olika kasusformer av ordet ”käsi” (hand) i nutida standardfinska saknas i (rekonstruerad) fornfinska:
| kasus                               | fornfinska       | fornfinska       | standardnyfinska |
| kasus                               | äldre fornfinska | yngre fornfinska | standardnyfinska |
| ----------------------------------- | ---------------- | ---------------- | ---------------- |
| nominativ                           | *käte            | *käte            | käsi             |
| genitiv                             | *käten           | käẟen            | käden            |
| illativ                             | kätehen          | kätehen          | käteen           |
| (* = rekonstruerad, ej belagd form) |                  |                  |                  |

Man märke att fornspråkets kasusformer har den oförändrade stammen käte‐ plus kasusändelse, medan standardnyfinskan inte tycks ha en regelbunden ordstam. Ordens två första stavelser har markerats med fetstil för att visa skillnaden.

## Språk‐ och invandrarpolitisk aktivism
År 1968 blev Hormia medlem i SAP, och grundade 1975 sverigefinska språknämnden vars ordförande han  var till 1983. Han var en av grundarna av det intellektuella sällskapet Diskussionsförening 62 (Keskusteluseura 62). Framför allt intresserade sig denna för invandringsfrågor. Hormia var med och påverkade utformningen av Sveriges invandringspolitik på 1960‑ och 70-talen. Han sökte få sverigefinnar att ansluta sig till SAP. Mellan 1970–76 var han ordförande för Ruotsinsuomalainen Keskusliitto. Vid sidan av Artturi Similä var han en av de ledande gestalterna bland sverigefinska aktivister. Det var till slut hans starka koppling till den socialdemokratiska språkpolitiken som fällde honom från ordförandeposten 1976.  
Det finns en stipendiefond till hans minne.  
Han är begravd på Solna kyrkogård.